# Laurent Bernier
Laurent Bernier (* 22. Dezember 1921; † 13. August 2007 in Québec) war ein kanadischer Skispringer.

## Werdegang
Bernier gewann am 12. Januar 1942 das Quebec City Ski Event. Sechs Jahre später startete bei den Olympischen Winterspielen 1948 in St. Moritz im Skispringen. Nachdem er beim Einzelspringen im zweiten Durchgang stürzte, wurde er am Ende 46. und damit letzter unter den gewerteten Springern.
Beim Sommerspringen am 24. Juli 1949 in der Belknap Mountain Recreation Area gewann er das Springen von der K90-Schanze mit Sprüngen auf 103, 110 und 112 Metern vor Ken Fysh und Bob La Rue.